# Maurice de Barescut
Maurice de Barescut (Perpinyà, Rosselló, 24 de juny de 1865 - 13 de febrer de 1960) fou un militar nord-català, associat a la Primera Guerra Mundial.

## Biografia
Antic alumne de l'École polytechnique, el 1895 va formar part de la força expedicionària a Madagascar, i va fer campanya a Algèria, per primera vegada en 1896 i després des de 1903 fins al 1905. Després fou professor adjunt a l'École supérieure de guerre, de la que en fou responsable del curs de l'artilleria 1911-1914.
Amb el grau de coronel va exercir com a Cap d'Estat Major del 2n Exèrcit (França) del 22 de març 1915 al 16 de desembre de 1916. El seu èxit, especialment durant els atacs de 4 de desembre 1916, li va valer el grau de Comandant de la Legió d'Honor.
General de brigada a títol temporal i actuant al comandament interí d'una divisió d'infanteria 16 de desembre de 1916, el general Barescut va ser nomenat ajudant major general el 2 de maig de 1917 i va promoure definitivament el 21 de setembre següent.
Els que van treballar al seu costat el descriuen com "petit, bru, prim i animat, afable, amb un lleuger accent del sud" i "poder treballar inusual." El seu lema va ser: "Tothom treballa en comú ". El 16 de juliol de 1937 li fou concedida la gran creu de la Legió d'Honor.

## Escrits
- Pròleg de Les cahiers de la Victoire : La Gloire de Verdun. Les faits. Le commandement. Le Soldat, La Renaissance du Livre, Paris, 1922